# Смилтене
Смилтене (произношение) (на латвийски: Smiltene) е град в североизточна Латвия, намиращ се в историческата област Видземе и в административния район Валка. Градът се намира на 150 km североизточно от столицата Рига.

## История
Територията около Смилтене някога е била част от Талава, земя населена от племето латгали. След като немските кръстоносци превземат почти цяла сегашна Латвия, районът става част от владенията на рижкия архиепископ. През 1359 година по стръмните склонове на река Абулс е построена крепост. Около нея се заселват тъговци и занятчий, а населеното място носи името Смилтен. За първи път то е споменато през 1427 в исторически документ, а през 1523 година за първи път е наречен град. По време на Ливонската война крепостта и градчето са сринати до основи от армията на руския цар Иван Грозни. След това Смилтен е включен в полско-литовския съюз Жечсполита и е управляван от старостта Каспар Млодецки.
В началото на Великата северна война Смилтен е опожарен до основи от настъпващата руска армия. След края на войната районът е обезолюден от избухналата чумна епидемия и настаналия масов глад. През 1708 шведите построяват нова църква и започвар да възстановяват селището.
През 1760 година руската императрица Екатерина II подарява Смилтеселе на генерал-губернатора Браун. В периода 1763-1771 година са възстановени имението както и значителна част от прилежащите му сгради, които могат да се видят. След смъртта на Браун наследниците му продават имението и земите около него на рижката фамилия Баундау, които управляват в следващите 100 години.
През 1893 година имението Смилтене става собственост на немско-балтийския аристократ Пол Лийвен, който първи разделя земите на отделни парцели, поставяйки основите на съвременния град. През 1903 година освен, че вече е електрифицирано имението също така са построени болница, воденица и електрическа станция за целия град. По идея на Лийвен и с неговата финансова подкрепа е открита теснолинейната линия Смилтене-Валмиера.
Смилтене получава статут на град през 1920 година, когато Латвия обявява независимостта си. През 1935 година в града има 400 домакинства и няколко предприятия. По време на Втората световна война при отстъплението на немската армия под напора на Червената армия на 22 септември 1944 година повече от половината сгради в града са унищожени.
От 1950 до 1959 година Смилтене действа като регионален център.

## Население
- Латвийци – 95,6%
- Руснаци – 2,9%
- Други – 1,5%

## Известни личности
- Артис Гага – саксофонист
- Петерис Зилс – поет
- Андина – поетеса
- Карлис Пуринш – университетски преподавател и министър на финансите от 1918 до 1919
- Еинарс Тупуритис – лекоатлет

## Забележителности
- Имението Смилтене и прилежащите му сгради
- Старият и Новият парк
- Планински парк Калнамуиза
- Евангелско-лутеранската църква

## Побратимени градове
- Вилих, Германия
- Вийзенбах, Германия
- Пинкара, Италия
- Писек, Чехия
- Паксков, Дания
- Пустомити, Украйна